# 铜光胡同
39°54′04″N 116°21′52″E / 39.9010485°N 116.3645496°E
铜光胡同，是位于北京市西城区中部的一条胡同。

## 简介
铜光胡同为东西走向，过去东到东智义胡同，西到闹市口南街，全长123米，平均宽5米。原来称“铜幌子胡同”。1965年北京市整顿地名，改称“铜光胡同”。2000年代，铜光胡同西段被拆除，兴建楼房，此后仅剩下铜光胡同东段。